# あるぽ
あるぽは、RKK熊本放送のマスコットキャラクター。

## 概要
- 2006年10月、誕生。同年11月1日、RKKの地上波デジタル放送試験放送開始と同時に新マスコットキャラクターとして「あるぽ」が正式にデビュー。
- その経緯から登場当初はテレビのみであるが、RKKラジオの独自マスコットである「ラディット」がほとんど使われなくなった辺りからラジオでも使われるようになり、それと同時にラジオ受信機を持ったあるぽのイラストも出てくるようになった。
- あるぽのプロフィールには、「あいまいな事がとてもきらいで、何事にも白、黒はっきりしたいタイプ」とあり、全体の姿も白と黒で構成されている。
- 頭から飛び出ている毛が「3」の字になっている（RKK地上デジタル放送のリモコンキーIDの番号が「3」）。
- 2007年3月から、桜の木の下で居眠りをするCMが流れている。
- 2001年から毎年開催している、「くまもとホームページコンテスト」で2005年の際に登場したイメージキャラクター「ほぽこ」に似ている。しかし、地上デジタル放送の試験放送に合わせ、作成されたといわれている。あるぽの部屋に詳細データが記載されている。

## 出演番組
- RKKフラッシュ
- 見てみてテレビ

## 他局のキャラクター
- テレビ熊本・・・くまはち
- 熊本県民テレビ・・・テレビたん・デジタルん→ケイティ
- 熊本朝日放送・・・ケービィー